# Степне (Горлівський район)
Степне́ — селище Хрестівської міської громади Горлівського району Донецької області, Україна. Населення становить 18 осіб.

## Загальні відомості
Відстань до райцентру становить близько 17 км і проходить автошляхом місцевого значення.
Землі селища межують із територією смт Стіжківське Шахтарської міської ради Донецької області.
Унаслідок російської військової агресії Степне перебуває на території ОРДЛО.

## Населення

### Мова
Розподіл населення за рідною мовою за даними перепису 2001 року:
| Мова       | Кількість | Відсоток |
| ---------- | --------- | -------- |
| українська | 15        | 83.33%   |
| російська  | 3         | 16.67%   |
| Усього     | 18        | 100%     |